# 卡拉姆山谷

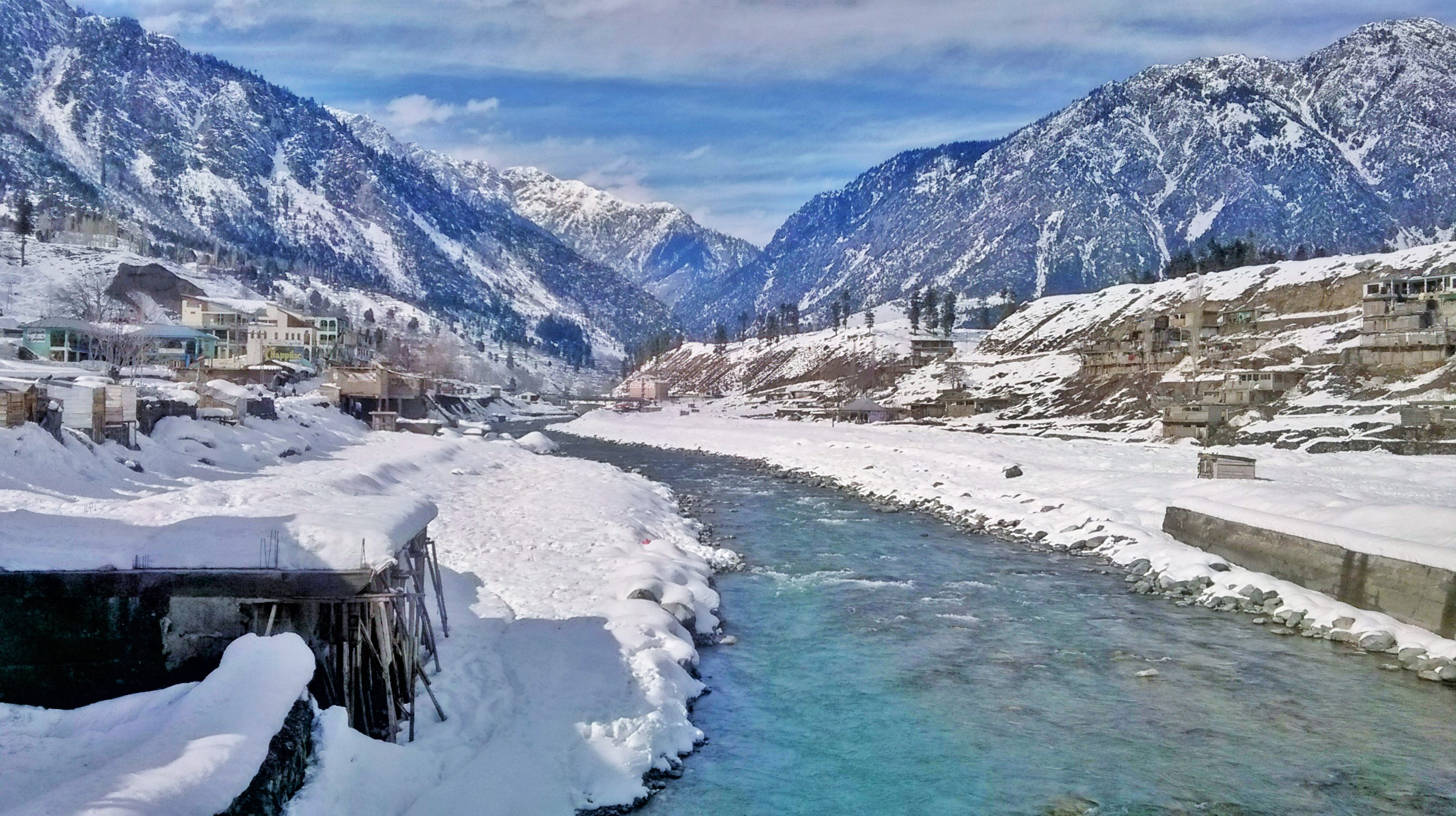

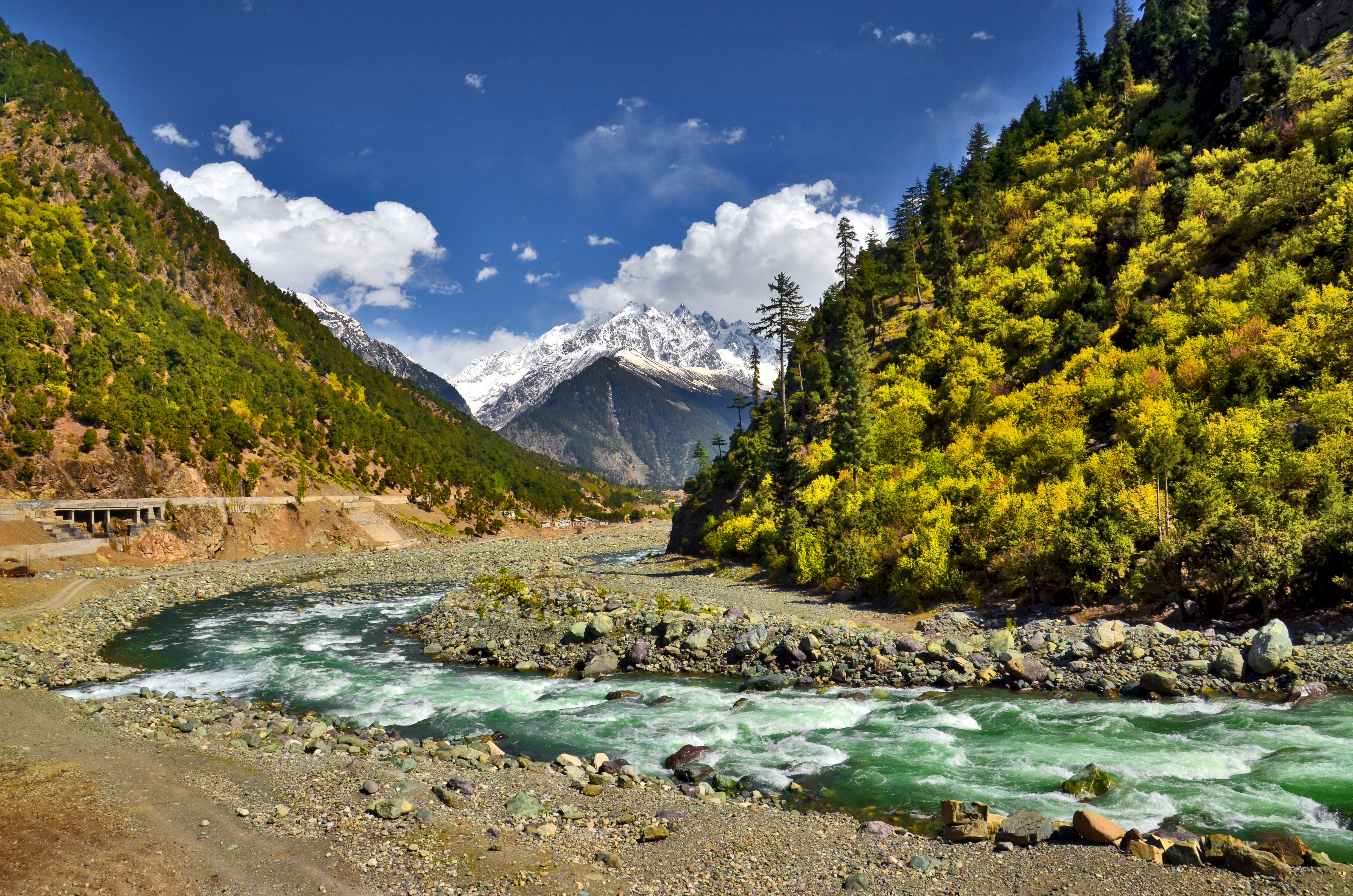

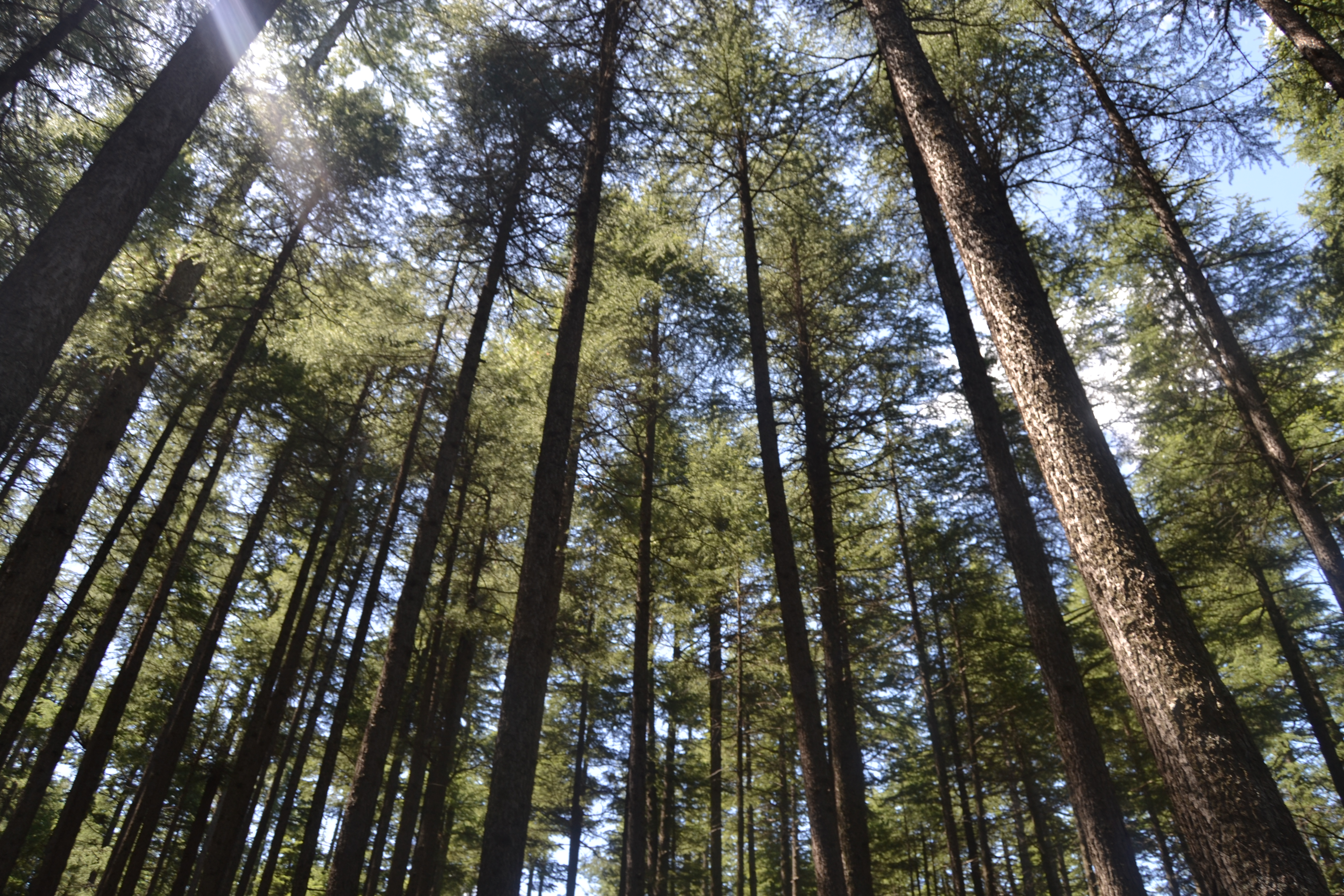

卡拉姆山谷是位於巴基斯坦開伯爾-普赫圖赫瓦省斯瓦特縣，距離明戈拉99公里的一处山谷。该山谷是斯瓦特河的源頭，通过道路与烏索山谷等地区连接，同时在此地还可眺望到法拉克沙爾山和一座無名雪山。